# مولد بخار (انرژی هسته‌ای)

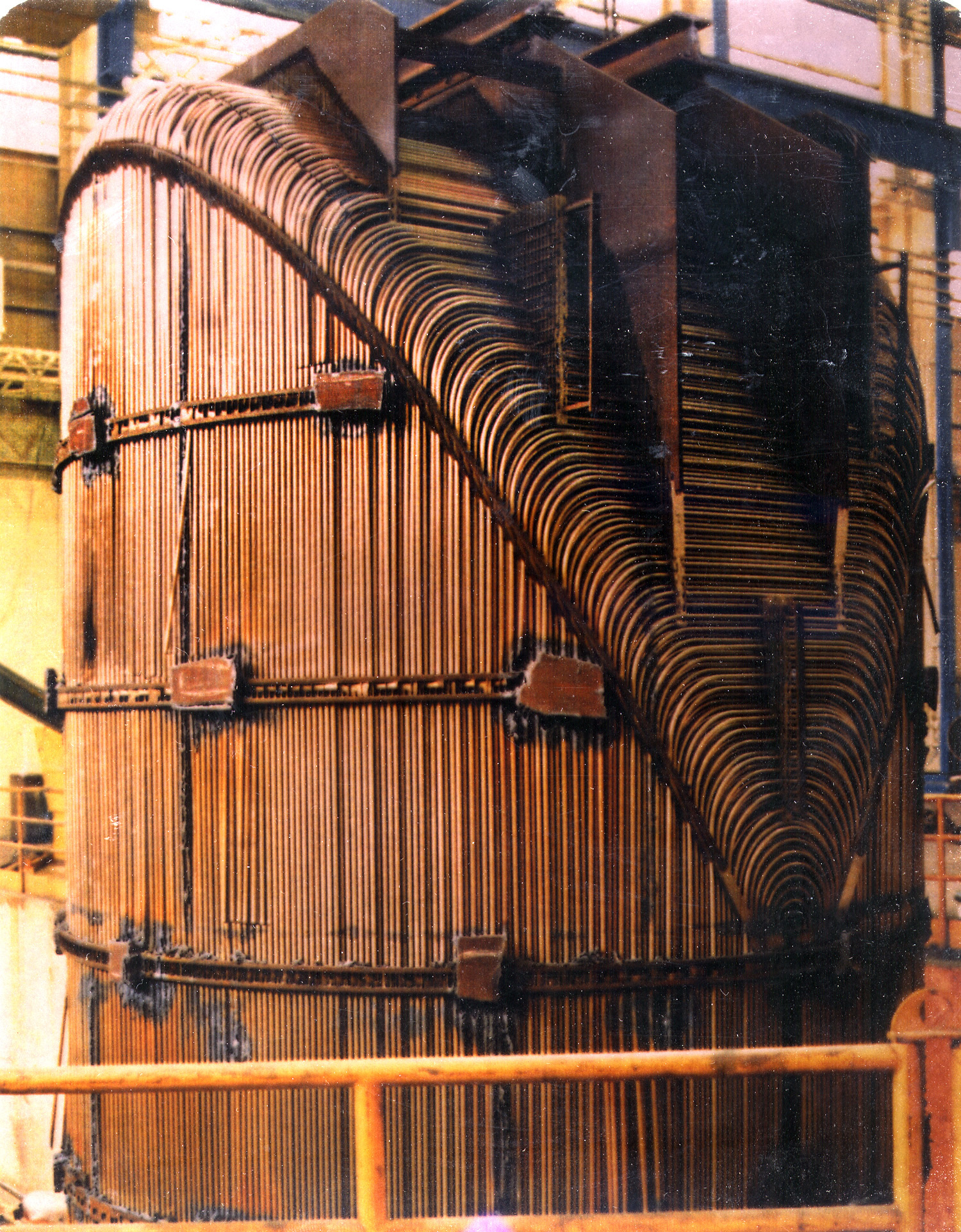
دسته‌ای از لوله‌های U شکل معکوس در یک مولد بخار

مولدهای بخار، مبدل‌های حرارتی هستند که برای تبدیل آب به بخار حاصل از گرمای تولید شده در هسته راکتور هسته‌ای استفاده می‌شوند. از این مولدها در راکتورهای آب فشرده (PWR) بین حلقه‌های خنک‌کننده اولیه و ثانویه استفاده می‌شود.
در طراحی‌های معمول PWR، خنک‌کننده اصلی آب با خلوص بالا است که تحت فشار زیاد نگه داشته می‌شود و نمی‌تواند به جوش بیاید. این خنک‌کننده اولیه از سمت هسته راکتور پمپ می‌شود و در آنجا گرما را از میله‌های سوخت جذب می‌کند. سپس از مولد بخار عبور می‌کند و در آنجا گرمای خود را (از طریق هدایت گرمایی از فلز) به آب کم فشار که امکان جوشیده شدن دارد، منتقل می‌کند.

## همچنین ببینید
- نیروگاه هسته‌ای
- نیروگاه برق
- توربین بخار